# 徐宗漢
徐宗漢（じょ しゅうかん）とは、中国の女性民主革命家、社会活動家、教育者。原名は佩萱、別名は清。

## 生涯

### 初期の革命人生
1876年（光緒2年）、徐宗漢は上海の茶商人の家庭に生まれた。彼女は子供の頃から父親と上海に住み、私塾に通った。 広東省恵州市海豊県出身の李晋一と18歳の時に結婚したが、1907年に李晋一が亡くなり、未亡人となった。徐宗漢はキリスト教徒の女性医師張竹君と親密になり、広州で1901年から1902年（光緒27年〜28年）までキリスト教の影響を受けた。徐宗漢は広州において化粧品の販売を行い、張竹君の禔福病院と南福病院、育賢女学院などの創設援助を行った。 
1907年（光緒33年）、南洋のペナン島で教師をしていた2番目の妹の徐佩瑶の招待により、徐宗漢は南洋を旅した。彼女はその際に中国同盟会に参加、それ後、呉世栄、黄金応、陳新政などの華僑に対して革命を普及する活動に尽力した。 
1908年秋、帰国のため香港を経由した際、「中国日報」の事務所で 馮自由と面会した。その後香港同盟会に連絡をとり、中国同盟会支部立ち上げのため高剣父、潘達微と共に広州へ向かうよう命じられた。 
その後まもなく徐宗漢らは、広州において中国同盟会の秘密拠点となる守真褶裱書店を設立。これにより広州の同盟会員は増加し続け、女性医師の梁煥真、陳瑞雲、羅道膺、楊楽漢などが中国同盟会に参加した。 
1909年10月（宣統元年9月）、中国同盟会は香港に中国同盟会南部支部を設立、広州で計画されている庚戌新軍起義の準備を行った。徐宗漢はこの準備に関与し、孫眉、楊德初、陳淑子（胡漢民の妻）、李自屏（馮自由の妻）らと100余りの青天白日満地紅旗を製作した。徐宗漢は陳淑子と李自屏と共に秘密裏に爆弾を広州に輸送するよう命じられ、珠江南岸にある大唐郷おいて、同盟会と連絡を行った。 
1910年1月（宣統元年12月）、徐宗漢は甥の李應生などと共に、広州高第街の宜安里事務所を再建するよう命じた。 
1910年2月12日（宣統2年1月14日）、庚戌新軍起義が勃発した際、徐宗漢は清朝を撹乱させるため、宜安里事務所に放火した。しかし火災は地元の警察によって直ちに鎮火され、宜安里事務所内の布団に縫い込まれた中国同盟会の会旗である青天白日旗が警察によって押収された。事件発生後、徐宗漢と荘漢翹は香港に逃亡した。 

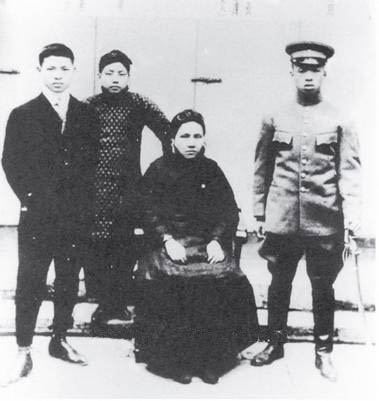
徐宗漢（中央着席）が広東北伐爆弾隊隊長就任時。隊員の李應生（右）、卓国興、李沛基。南京留守府に滞在中の写真（1911年）

1911年（宣統3年）3月、黄花崗起義の銃器・弾薬輸送のため徐宗漢は香港に派遣され、香港の擺花街と溪峡で爆弾製造拠点を設けた。黄花崗起義の失敗後、蜂起の指導者である黄興が溪峡に逃亡し、徐宗漢は負傷した指に包帯を巻いて看病を行った。 
1911年4月29日（宣統3年4月1日）、徐宗漢は黄興に付き添って夜船「ハーデアン号」に乗船し、広州から香港に移動した。 
1911年4月30日（宣統3年4月2日）、二人は香港に到着、徐宗漢は黄興の治療のためにアリス病院に入院するよう手配した。病院での手術前に患者に親族の署名が必要とされたため、徐宗漢は黄興の妻として署名、黄興が退院した後、二人は結婚した。 
1911年10月（宣統3年8月）、武昌起義が成功すると、黄興は中国同盟会中部総会と湖北軍政府に招待された。徐宗漢も黄興と共に北に向かい、夫婦は1911年10月24日（宣統3年9月3日）、上海に到着した。 
当時、清政府は長江の各港の封鎖を強化していたが、徐宗漢は上海で医療を行う張竹君の援助を行い、戦地支援を名目に赤十字救急隊を設立した。黄興が変装して湖北省の最前線へ赴いた際、徐宗漢も看護婦に変装して救助隊に加入、1911年10月28日（宣統3年9月7日）に漢口に到着した。武漢防衛戦の間、徐宗漢は負傷者の救助に参加した。革命派が漢陽を放棄すると、清軍は長江を封鎖、徐宗漢と張竹君は赤十字のフェリーを利用して黄興を武昌に送った。 
1912年2月、南北和議は成功し、広東北部遠征軍第四軍の指揮官である姚雨平は徐州の最前線から南京へ軍を戻したが、数百人の戦争孤児が同伴していた。黄興は南京で開国紀念第一貧児教養院の創設ために資金を調達、孫文が表札を書き、徐宗漢と周其永が学校の責任者となった。 
1913年、第二革命が失敗すると、徐宗漢は黄興と共に日本に亡命した。 
1914年7月、孫文が日本において国民党を中華革命党に改組したが、黄興は新党再編に賛同せずアメリカに出国した。徐宗漢も息子の黄一美を伴い米国に同行、徐宗漢の従兄弟である徐申伯も通訳として同行し、秘書の石陶鈞そして李書城も続いた。 
1916年7月から8月の間に、徐宗漢は黄興とともに米国を離れ、日本を経由して中国に帰国した。 
1916年10月31日、黄興が上海で病没したが、徐宗漢は引き続き上海に居住した。 

### 五四運動の後
1919年に五四運動が勃発すると、徐宗漢は上海博文女校校長の李果などと共に上海女界連合会を設立、徐宗漢は責任者の一人となった。また同年、彼女は中華女界連合会の会長も務め、李達の妻である王会悟が秘書を、瞿秋白の妻、王剣虹が書記を務めた。 
1921年12月13日、李達や陳独秀の計画下で上海女界連合会の女性誌「婦女声」を創刊、これは中国共産党指導下で最初の女性関係の出版物であり、李達が編集長を務めた。その後、徐宗漢は上海各界連合会の代表として、天津各界連合会による全国各界連合会の設立準備に参加、常任委員を務めた。五四運動の後、彼女は青年のフランス就労研究に助成を行った。 
1921年、革命後のロシアにロシア飢饉が発生すると、上海でロシア賑済会が設立。徐宗漢は演講部主任を務め、講演を通じて資金調達を行った。 

### 貧児教養院の引継ぎ

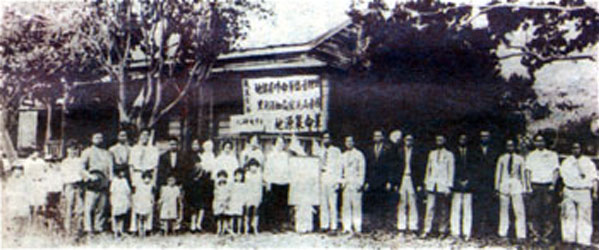
1930年5月18日にホノルル島を訪れた徐宗漢

1927年に北伐によって国民革命軍が南京を占領した後、徐宗漢は自身も創設に参与した開国紀念第一貧児教養院を引き継いだ。その後の1932年、安徽省宣城北郷茆市において、貧児教養院出身者の職業訓練場として農場を設立した。 
1931年、徐宗漢は、貧児教養院の資金調達のためアメリカへ赴き、現地の華僑に呼びかけを行った。その最中に満洲事変が勃発すると、徐宗漢はアメリカで集めた寄付金を最前線の抗日兵士にも送金した。彼女は米国、メキシコ、ブラジル、キューバ、ペルーなどの国々で寄付金を集め、メキシコだけで45万ペソを集めた。 
1937年に日中戦争が勃発すると、貧児教養院は南京から宣城に移設、その後更に重慶に移設後に解散となった。 
1938年初め、徐宗漢は数名の孤児を連れてタイの華僑を訪ね、抗日救国と、孤児救済を目的とした資金調達を行った。中国に帰国後の1939年、彼女は雲南の雞足山 尊勝塔院において開国紀念第一貧児教養院雲南分院を創設したが、すぐ財政難に陥って閉鎖となった。 

### 重慶での生活

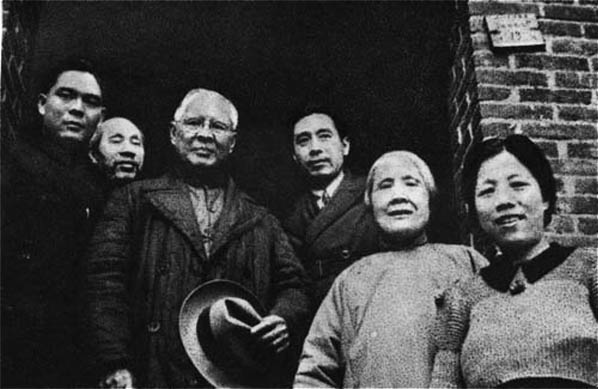
1941年12月、周恩来らが八路軍重慶事務所において、司徒美堂や徐宗漢らを歓待した際の写真。左から司徒柱（司徒美堂の長男）、董必武、司徒美堂、周恩来、徐宗漢、鄧穎超

1940年に徐宗漢は重慶に移住した。それ以来、彼女は中国共産党重慶代表の周恩来、董必武、鄧穎超と頻繁に交流を行い、八路軍重慶事務所において周恩来、鄧穎超、董必武らと一緒に写真撮影を行った。黄興の息子の黄乃（旧黄一寰、最初の妻廖淡如の子）は日中戦争初期に延安の抗日軍政大学で学んでいたが（後に中国共産党中央宣伝部、八路軍総政部敵工部などで勤務）、徐宗漢はその際、黄乃への仕送りと手紙を届けるよう周恩来と鄧穎超に依頼、手紙で「努力学習により、将来があるだろう（努力学习，后会有期）」と黄乃に伝えた。 
1944年3月8日、徐宗漢は肝疾患により68歳で亡くなった。 

## 家族
- 叔父： 徐潤（実業家）
- 父：
- 姉妹： 徐慕蘭
- 第二姉妹： 徐佩瑶
- 従弟： 徐申伯（中国語版）

- 夫（初婚）：李晋一（両広総督署洋務委員李応春の次男） 
  - 息子： 李応強
  - 娘： 李若鴻
  - 叔父（李晋一の兄）：李紫石（李応春の長男）
  - 叔母（李紫石の妻）： 徐慕蘭、また徐宗漢姉妹
- 夫（再婚）： 黄興
  - 息子： 黄一美
  - 息子： 黄一秋